# 宣化镇 (高台县)
宣化镇，是中华人民共和国甘肃省张掖市高台县下辖的一个乡镇级行政单位。

## 行政区划
宣化镇下辖以下地区：
利丰村、利号村、贞号村、东庄村、高桥村、寨子村、站南村、站北村、蒋家庄村、宣化村、台子寺村、王马湾村、乐一村、乐二村、乐三村、朱家堡村和上庄村。